# 3355 Onizuka
3355 Onizuka eller 1984 CC1 är en asteroid i huvudbältet som upptäcktes den 8 februari 1984 av den amerikanske astronomen Edward L.G. Bowell vid Anderson Mesa Station. Den är uppkallad efter den amerikanska astronauten Ellison Onizuka som omkom i olyckan med rymdfärjan Challenger den 28 januari 1986.
Asteroiden har en diameter på ungefär 4 kilometer. Den tillhör asteroidgruppen Flora.